# Мочалище (Черниговская область)
Моча́лище (укр. Мочалище) — село, расположенное на территории Бобровицкого района Черниговской области (Украина).
Население составляет 141 житель (2006 год). Плотность населения — 171,5 чел/кв.км.
Впервые упоминается в 1800 году.
Село Мочалище находится примерно в 20 км к югу от центра города Бобровица. Средняя высота населённого пункта — 114 м над уровнем моря. Село находится в зоне умеренно континентального климата.
Национальный состав представлен преимущественно украинцами, конфессиональный состав — христианами.